# Drillia ballista
Drillia ballista is een slakkensoort uit de familie van de Drilliidae. De wetenschappelijke naam van de soort is voor het eerst geldig gepubliceerd in 1883 door Von Maltzan.